# Maria Blazejewski
Maria Blazejewski (geboren 18. März 1991 in Beulah, Michigan, Vereinigte Staaten) ist eine amerikanische Basketballspielerin. Sie ist 1,82 m groß und spielt auf der Center-Position.

## Leben
Ihr Vater Mark war von 1974 bis 1978 Spieler der Lakers. Auch ihre Schwester Meredith war eine erfolgreiche Basketballspielerin.

## Basketballkarriere
Sie startete ihre Basketballkarriere an der Benzie Centra Highschool und studierte an der Lake Superior State University in Michigan, wo sie in der 2. Division der NCAA spielte. Sie absolvierte 80 Spiele in 4 Jahren für die Lakers, erzielte dabei 1121 Punkte (14 pro Spiel) und fing 384 Rebounds (4,8 pro Spiel).
Zur Saison 2013/2014 wechselte nach Tschechien, wo sie für den tschechischen Erstligisten BK Lokomotiva Karlovy Vary auflief. Für die Spielzeit 2015/2016 hat sie einen Vertrag beim hessischen Zweitligisten Bender Baskets Grünberg unterschrieben.